# قائمة زملاء الجمعية الملكية المنتخبين في 1820
هذه الصفحة تعرض قائمة زملاء الجمعية الملكية المُنتخبين لعام 1820.

## الزملاء
- Sir George Cockburn, 10th Baronet [الإنجليزية]‏
- Robert Townsend Farquhar [الإنجليزية]‏
- John MacCulloch [الإنجليزية]‏
- Henry Goulburn [الإنجليزية]‏
- Matthew Curling Friend [الإنجليزية]‏
- جورج الرابع ملك المملكة المتحدة
- ويليام سوانسون
- Thomas Frankland Lewis [الإنجليزية]‏
- وليام ويلي
- Henry Card [الإنجليزية]‏
- John Deas Thomson [الإنجليزية]‏
- هنري إدوارد نابيير [الإنجليزية]‏
- Thomas Phillipps [الإنجليزية]‏
- John Philips Higman [الإنجليزية]‏
- Evan Nepean [الإنجليزية]‏
- Thomas Frederick Colby [الإنجليزية]‏
- فيرون فالوز
- جون سبنسر [الإنجليزية]‏